# McCamey (Teksas)
McCamey je grad u američkoj saveznoj državi Teksas. Prema popisu stanovništva iz 2010. u njemu je živjelo 1.887 stanovnika.